# Cypridina-luciferina 2-monoossigenasi
La Cipridina-luciferina 2-monoossigenasi è un enzima appartenente alla classe delle ossidoreduttasi, che catalizza la seguente reazione:
luciferina di Cypridina + O2 ⇄ luciferina di Cypridina ossidata + CO2 + hν
Cypridina è un crostaceo bioluminescente. Le luciferine (e presumibilmente le luciferasi) di alcuni pesci luminosi (ad esempio delle specie Apogon, Parapriacanthus e Porichthys) sono apparentemente simili. L'enzima può essere saggiato misurando l'emissione luminosa. Durante la 2ª guerra mondiale, gli ufficiali giapponesi erano in grado di leggere documenti al buio grazie alla luce a bassa intensità emessa da un po' ' di polvere essiccata di Cypridina inumidita nel palmo della mano di un uomo.